# ملفين ستين
ملفين ستين (بالإنجليزية: Melvin Steen)‏ هو محامي أمريكي، ولد في 1907، وتوفي في 1992.